# Casino (1995.)
Casino je film  Martina Scorsesea iz 1995. godine, temeljen na istoimenoj knjizi Nicholasa Pileggija i Larryja Shandlinga. Robert De Niro glumi Sama "Ace" Rothsteina, prvoklasnog kladioničara, kojeg zove mafija da nadgleda kasino Tangiers u Las Vegasu. Rothsteinov lik temelji se na Franku "Leftyju" Rosenthalu, koji je vodio kasina Stardust, Fremont i Hacienda u Las Vegasu za mafiju 70-ih godina do ranih osamdesetih.
Joe Pesci glumi Nickyja Santoroa, koji se u stvarnom životu zvao Anthony "Tony the Ant" Spilotro, a bio je utjerivač dugova za mafiju iz  Chicaga. Santoroa u Las Vegas šalju mafijaški šefovi, da se pobrine da se u Tangiersu novac redovno ubire i da drži red među mafijašima u Vegasu. Sharon Stone glumi Rothsteinovu ženu, razmaženu i prefriganu Ginger. Za ulogu Ginger Sharon Stone zaslužila je nominaciju za Oscara za najbolju glumicu.
Pileggi je opisao Casino kao Scorseseov zadnji nastavak mafijaške trilogije, nastavljajući se na filmove Ulice zla i Dobri momci. Međutim, film je više prepoznatljivih stilskih poveznica sa Scorseseovim remek-djelom Dobri momci iz 1990. Osim toga, oba filma bila su utemeljena na Pileggijevoj knjizi, a glavne uloge u oba filma odigrali su De Niro i Pesci. Iz ovih razloga, neki ljudi smatraju Casino kao neslužbeni nastavak filma Dobri momci.

## Radnja
Protežući se preko desetljeća, radnja Casina pripovijeda priču o stvarnim suradnicima mafije, Franku Rosenthalu (koji je u filmu poznat kao Sam "Ace" Rothstein), Tonyju "The Ant" Spilotru (Nicholas "Nicky" Santoro), Josephu Aiuppi (Remo Gaggi) i Franku Culotti (Frank Marino). Rothstein, Santoro i Marino pripovijedaju priču.
Ace je upravitelj kasina Tangiers, kojeg su kao pouzdanog suradnika, na to mjesto postavili mafijaški šefovi iz  Chicaga, na čelu s Gaggijem. Kasino je financiran preko Sindikalnog mirovinskog fonda, kako bi se prikrile tajne financijske transakcije. Aceov prijatelj Nicky pojavljuje se kasnije (Nickyja je u Vegas poslao Gaggi kako bi nadgledao Acea te, više-manje pripazi na njega) i počinje raditi za njega. Dok se Ace čini kao dobrodušan gospodin, Nicky je njegova čista suprotnost: nemoralni psihopat koji ne oklijeva ubiti nikoga tko mu se čini kao prijetnja. U jednoj sceni, nakon što je Gaggi poslao da štiti Acea, Nicky izbode čovjeka u vrat olovkom više puta samo zato što je uvrijedio Acea, nakon čega mu se počinje rugati zato što je ovaj počeo cviliti. Njegova okrutnost još jednom dolazi na vidjelo kad se iskaljuje na upravitelja kasina, Billyja Sherberta (Don Rickles), te ga još udara telefonom u lice, nazivajući ga "židovskim smećem". Aceova mafijaška strana također se manifestira u nekoliko scena u filmu, posebno kad hvata dvije varalice. Njegovi stražari brutalno kažnjavaju jednog razbijajući mu desnu ruku čekićem.
Odnos Acea i Nickyja dolazi u pitanje kad se u Aceovom životu pojavljuje Ginger. Nakon veze koja potraje nekoliko mjeseci, dobivaju kćer, kao rezultat Aceova inzistiranja na povjerenju. Sve se čini dobro dok Ace ne uhvati Ginger kako se potajno nalazi sa svojim starim dečkom, svodnikom Lesterom Diamondom. Veza između Ginger i Diamonda počela je još kad je ona imala 14 godina. Ace i Nicky šalju svoje ljude da pretuku Diamonda, ali ga to ne zaustavlja. Ginger i Diamond otimaju kćer, Amy, te bježe u Los Angeles, praveći planove za bijeg u Europu. Međutim, Ace ih pronalazi i uvjerava Ginger da vrati Amy kući.
Iako nezadovoljan, Ace prihvaća Ginger natrag u kuću, ali iste noći, opet hvata Ginger kako razgovara na telefon, pitajući nekoga hoće li ubiti njezina muža. Bijesan, Ace zalupi telefonom i doslovno je izbacuje iz kuće. Ona se kasnije vraća, ali Ace sve teže podnosi njezin povratak u kuću. Dok pripovijeda priču, otkriva kako je prihvatio njezin povratak samo jer je ona ipak majka njihove kćeri.
Želeći ostaviti Rothsteina i uzeti svoj novac i nakit, Ginger zavodi jedinog čovjeka koji joj može pomoći: Nickyja. Počinju vezu, koja može vrlo lako završiti kobno po oboje (mogao bi ih ubiti Gaggi jer je spavanje sa suradnikovom ženom protivno mafijaškom kodeksu). Gaggi pita Frankieja Marina, Nickyjevu desnu ruku, o glasinama koje kruže da se Nicky viđa s Ginger, ali Marino laže Gaggiju kako bi zaštitio Nickyja, unatoč tome što zna da ga njegova neiskrenost može koštati života.
Odnos između Acea i Nickyja se raspada zbog Nickyjevih bezobzirnih kriminalnih aktivnosti i pozornosti kojom privlači policiju. Zabrinut za prijatelja, Ace pokušava uvjeriti Nickyja da se pritaji, ali ovaj ne želi slušati. Kad Nicky zaprijeti burzovnom mešetaru, Ace shvaća koji je njegov pravi cilj: preuzimanje kockarskog carstva rušenjem Remoa Gaggija.
Ace se vraća kući jedne noći i otkriva kako je Ginger svezala Amy za krevet. Tada ga naziva Nicky, i kaže mu da je Ginger u njegovu restoranu s njim. Bijesni Ace dolazi bijesan u restoran i sukobljuje se s Ginger, prijeteći joj kako će je ubiti ako još jednom naudi njihovoj kćeri. Istjera je van, ali ljuta Ginger se vraća u restoran nakon što su došli kući.
Ginger okrivljuje Nickyja za sve što joj se događa, dok joj ovaj uzvraća istom mjerom. Ginger moli Nickyja da ubije Acea, ali Nicky je bijesan odbija, jer je Ace njegov prijatelj 35 godina. Kada Nicky kaže Ginger da neće moći nabaviti njezin novac odmah, ona ga napada. Nicky tada pokazuje svoju okrutnu narav i nemilosrdno je izbacuje iz restorana uz pomoć Marina.
Sljedeći dan, Ginger dolazi u Aceovu kuću tražeći da joj da njezin dio novca i nakit. Dolazi pred kuću autom i udara njegov auto nekoliko puta, što izaziva susjede da zovnu policiju. Ginger radi scenu pred Aceovom kućom, a kad je stigla policija, zahtijeva da joj pomognu da uđe u kuću. Ace joj dopušta ulazak na nekoliko trenutaka, ali samo da uzme odjeću. Ginger se ušulja u Aceovu radnu sobu i provali mu u zaključanu ladicu, kradući ključ sefa u banci, gdje je spremljen novac. U banci, Ginger uzima veliku količinu novca iz sefa i odlazi, nakon što je uhite agenti FBI-ja zbog sudjelovanja u zločinu.
Gingerino uhićenje označava raspad kockarskog carstva. Veliki šefovi (Gaggi, Forlano, Capelli i Borelli) odlučuju ubiti sve koji ih mogu dovesti u vezu s optužbama. Ubijaju sindikalnog povjerenika Andyja Stonea, tri direktora kasina i kurira koji je prenosio novac, Johna Nancea, koji se skrivao na  Kostarici. (Nanceova sina već je bio uhitio FBI zbog problema s drogom; šefovi ga odlučuju smaknuti kako bi spriječili moguće svjedočenje u korist sina). Film se vraća na početak, gdje je Ace umalo ubijen autobombom. Nakon eksplozije, Ace ne smatra šefove kao naručitelje njegova ubojstva, nego na nekoga drugog.
Konačno, Nickyja i njegovog brata Dominicka pretuku i žive zakopaju u polju kukuruza u Indiani. Ace u naraciji kaže kako su Nicky i brat zakopani živi da budu primjer za ubuduće. Jedan od onih koji su pretukli Nickyja je i Marino, koji tvrdi da je morao obaviti prljavi posao, iako priznaje da se osjećao loše dok su pokapali braću Santoro. Ovo je scena u kojoj Nickyjeva naracija prestaje kad ga Marino udara lopatom u glavu. Ginger tone sve dublje u narkomaniju i na kraju umire od predoziranja, sama i u oskudici. Ace na kraju pripovijeda kako su je svodnici, propalice i ovisnici s kojima se Ginger spetljala, predozirali kako bi je ubili. Na kraju, sve što je ostalo od Gingerina novca bilo je "3600 $ u dobro očuvanim kovanicama".
Film završava glasom Acea koji objašnjava kako je Tangiers srušen, zajedno s ostalim starijim kasinima, kako bi bili zamijenjeni s većim, modernim kasinima koje vode velike korporacije. Ace također kaže kako je nestao onaj starinski, privlačni osjećaj Las Vegasa te je zamijenjen pohlepom i bezosjećajnošću. Ace se vraća na posao kladioničara za mafiju, te otkriva kako još nije izgubio pobjednički osjećaj.

## Glumci
| Glumac              | Uloga                           |
| ------------------- | ------------------------------- |
| Robert De Niro      | Sam "Ace" Rothstein             |
| Joe Pesci           | Nicky "The Ant" Santoro         |
| Sharon Stone        | Ginger McKenna Rothstein        |
| Frank Vincent       | Frankie Marino                  |
| Don Rickles         | Billy Sherbert                  |
| Pasquale Cajano     | Remo Gaggi                      |
| James Woods         | Lester Diamond                  |
| Kevin Pollak        | Philip Green                    |
| Alan King           | Andy Stone                      |
| Bill Allison        | John Nance                      |
| Philip Suriano      | Dominick Santoro                |
| Carl Ciarfalio      | Tony Dogs                       |
| Vinny Vella         | Artie Piscano                   |
| Nobu Matsuhisa      | K. K. Ichikawa                  |
| Ffiolliott Le Coque | Anna Scott                      |
| Bret McCormick      | Bernie Blue                     |
| Richard Riehle      | Charlie "Clean Face" Clark      |
| Dick Smothers       | Senator Nevade Harrison Roberts |
| Oscar Goodman       | On sam                          |

## Nagrade
- Osvojen Zlatni globus (najbolja glavna glumica Sharon Stone)
- Nominacija za Oscara (najbolja glavna glumica Sharon Stone)

## Adaptacija
- Lik Franka Marina (kojeg glumi Frank Vincent i koji se temelji na liku Franka Culotte) sudjeluje u ubojstvu braće Santoro. U stvarnosti, Frank Culotta nije bio prisutan na smaknuću braće Spilotro (na kojima se temelje likovi braće Santoro), nego ih je samo izdao svjedočeći protiv njih kad je Anthony Spilotro preko telefona naredio njegovo ubojstvo.
- Lik Johna Nancea (baziranog na Georgeu Vandermarku) je ubijen u filmu s dva hica u trbuh i jednim izravno u mozak. U stvarnosti, George Vandermark je ubijen zajedno sa sinom narkomanom, Jeffreyjem. Njegovo tijelo nikada nije nađeno, za razliku od filma gdje Nanceovo truplo ostaje ležati na vidjelu.
- U filmu, Artie Piscano (temeljen na Carlu Deluni) umire od srčanog udara tijekom racije FBI-ja u njegovoj kući. U stvarnosti, Deluna je uhićen te mu je suđeno.

## Sličnosti sDobrim momcima
- U oba filma, Joe Pesci je jedini od tri zvijezde čiji lik umire brutalnom smrću.
- U Dobrim momcima, Frank Vincent kaže "Što je ispravno, ispravno je" nekoliko trenutaka prije svoje smrti. Slično se ponavlja u Casinu, samo ovaj put to kaže Joe Pesci.
- U Dobrim momcima, rečenica "I to je to"  izgovorena je nekoliko trenutaka nakon smrti Tommyja DeVita (Joe Pesci). U Casinu, ista rečenica je zadnja rečenica u filmu, isto tako se spominje nakon smrti Nickyja Santoroa (Joe Pesci).

## Zanimljivosti
- Tony i Michael Spilotro su preimenovani u Nicky Santoro i Dominick Santoro. Ovo je bila očita aluzija na dva mafijaša optužena za ubojstvo braće Spilotro, zvanih Nicky Guzzino i Dominick Palermo.
- Ime jednog od mafijaških šefova, Vincent Borelli, bila je očita aluzija na glasovitog  talijanskog  fizičara Giovannija Alfonsa Borellija.
- Nick Mazzola, djelitelj na stolu za blackjack, koji zamjenjuje Madeline Parquette, koju je izvrijeđao lik Joea Pescija, također se pojavljuje u ulozi djelitelja blackjacka u filmu Kišni čovjek.
- Film je prepoznatljiv i po "osveti" Franka Vincenta Joeu Pesciju. U  Dobrim momcima, Pescijev lik, Tommy DeVito, ubija Billyja Battsa, kojeg glumi Vincent. Kao i u  Razjarenom biku, gdje Joey LaMotta (Pesci) teško prebije Salvyja Battsa (Vincent). Međutim, sreća se mijenja u Casinu kad Vincentov lik, Frank Marino, sudjeluje u ubojstvu Nickyja Santoroa (Pesci); ironično, prebija ga bejzbolskom palicom.
- Pravi Frank Cullotta, koji se u filmu pojavljuje kao Curly, pojavljuje se u sceni gdje je John Nance, kurir, ubijen u  Kostariki. Frank Cullotta upita Nancea: "Kamo si krenuo, seronjo?" prije nego što ga upuca u glavu. Frank Cullotta i Bill Allison (koji glumi Nancea) radili su kao tehnički savjetnici na filmu.
- Film drži treću poziciju po korištenju riječi "fuck" (398) u dugometražnim filmovima, ali je bio na prvom mjestu nakon svog izlaska.
- U sceni kad Nicky Santoro (Pesci) pijan igra blackjack, kaže Billyju Sherbertu (Don Rickles) "U što ti gledaš, ćelavi Čifute?". Ovo je jedna od uvreda koji su postali zaštitni znak Dona Ricklesa, iako je to u filmu rekao Joe Pesci.
- Casino Tangiers temeljen je na kasinu The Stardust Resort & Casino, koji je zatvoren zauvijek 1. studenog 2006.
- Odvjetnika Sama Rothsteina u filmu glumi Oscar Goodman, gradonačelnik Las Vegasa.

## Vanjske poveznice
- Casino u internetskoj bazi filmova IMDb-a